# Drottning Blanka
För personen Drottning Blanka se Blanka av Namur.
Drottning Blanka är en målning av Albert Edelfelt från 1877. Som 19-åring begav sig Edelfelt 1873 till Antwerpen för att studera historiemåleri och fortsatte följande år sina måleristudier i Paris. Där utförde han 1877 en av sina mest kända målningar, Drottning Blanka, som illustrerar Zacharias Topelius' berättelse De nio silverpenningarna om drottning Blanka av Namur och prins Håkan.
Hösten 1876 hade Edelfelt flyttat in i ett trångt vindsrum på sjätte våningen på rue Bonaparte i Paris. Hyran var billig eftersom den förre hyresgästen hade mördat sin älskarinna i lägenheten. Entrén bestod av en lucka i golvet och om någon kom för att hälsa på måste han först flytta sitt staffli.
I Paris var Edelfelt elev hos historiemålaren Jean-Léon Gérôme vars ateljé låg i École des Beaux-Arts. Höjdpunkten för de parisiska målarna var att få in något verk vid konstsalongen i Industripalatset på Champs Èlysées. Hösten 1877 började han målningen med Blanka av Namur. Hans lärare Gérôme krävde fullständig autenticitet och för att lära sig mer om periodens inredning och dräkter satt han på bibliotek och läste böcker om medeltida arkitektur och möbler.
Som modell anställde han en 18-årig flicka. I ett brev till sin mor skriver han i januari 1877:
"Mamma vet att jag efter mycket bråk fått tag i en vacker blondin - som är så upptagen att hon endast kan komma 3 gånger före Salongen. I dag var första gången. [..] Igår gick jag till sängs kl 10 för att sofva väl, steg upp kl 6, drack kaffe, gymnasticerade litet, bredde färgerna på paletten, preparerade hufvudet på Drottning Blanca för att rigtigt kunna ta tiden i akt, och väntade så med klappande hjerta till kl 8 - då jag fick biljetten från min kära mademoiselle. [..] Modellen har skrifvit att hon ej kunnat komma idag emedan hon fått mitt svar för sent - således först den 19. Ack hvad jag är förtvifvlad!"
Edelfelt hade mycket besvär med att få målningen som han tänkt sig. Armarna på den lilla pojken var han missnöjd med och liknade dem vid små korvar. Hans lärare Gérôme godkände dock tavlan och ännu gladare blev han när han fick veta att hans tavla antagits till salongen (som hade antagit 2 110 verk av erbjudna 7 530).
På salongen blev målningen en succé och efter att den visats i Finland såldes den till överstinnan Aurora Karamzin för 2 500 finska mark.
Edelfelts bild av drottningen är ett fantasiporträtt. Bevarade skrifter från 1300-talet beskriver drottningen som både vacker och klok men det finns dock inga bilder eller skulpturer på varken henne eller kung Magnus som med säkerhet avbildar dem.